# James Arthur (album)
James Arthur è il primo eponimo album in studio del cantante britannico James Arthur, pubblicato nel 2013.

## Tracce
1. You're Nobody 'til Somebody Loves You – 3:21
2. Get Down – 3:46
3. New Tattoo – 3:31
4. Impossible (Shontelle cover) – 3:29
5. Lie Down – 2:53
6. Recovery – 4:37
7. Roses (con Emeli Sandé) – 4:14
8. Supposed – 3:50
9. Suicide – 4:11
10. Is This Love? – 3:07
11. Certain Things (feat. Chasing Grace) – 3:53
12. Smoke Clouds – 3:57
13. Flyin' – 1:19

## Classifica
| Classifica (2013) | Posizione raggiunta |
| ----------------- | ------------------- |
| Regno Unito       | 2                   |